# Ingo Anderbrügge
Ingo Anderbrügge, né le 2 janvier 1964 à Datteln, est un ancien footballeur allemand devenu entraîneur.

## Palmarès
- Champion de 2e Division allemande avec Schalke 04 en 1991.
- Vainqueur de la Coupe UEFA avec Schalke 04 en 1997.